# Cetomimus
Cetomimus es un género de peces cetomimiformes de la familia cetomímidos. Su nombre viene del griego cetos (ballena) y mimos (imitador), por parecido con las ballenas, aunque de menor tamaño de alrededor de 10 cm.
Todos ellos son peces marinos batipelágicos que pueden vivir a varios miles de metros de profundidad, en el fondo abisal.

## Especies
Se reconocen las siguientes siete especies:
- Cetomimus compunctus (Abe, Marumo y Kawaguchi, 1965) - Pez-ballena del Japón
- Cetomimus craneae (Harry, 1952) - Pez-ballena de Bermudas
- Cetomimus gillii (Goode y Bean, 1895) - Pez-ballena del Atlántico
- Cetomimus hempeli (Maul, 1969) - Pez-ballena de Canarias
- Cetomimus kerdops (Parr, 1934) - Pez-ballena de Bahamas
- Cetomimus picklei (Gilchrist, 1922) - Pez-ballena de El Cabo
- Cetomimus teevani (Harry, 1952) - Pez-ballena del golfo de México